# 下園妙見様湧水
下園妙見様湧水（しものそのみょうけんさまゆうすい）は、大分県玖珠郡玖珠町にある湧水。2008年（平成20年）6月に環境省が選定した平成の名水百選に選ばれている。

## 概要
特異な二重メサの地形で知られる万年山の山麓から湧出する湧水で、平成の名水百選に大分県下から唯一選定された。1日の湧水量は2,903t。
周囲のいくつかの湧水とともに、筑後川水系山浦川の源流となっており、約6km下流には慈恩の滝が、そのやや上流域には日本の棚田百選に選定された山浦早水棚田がある。
この湧水は古くから地域の飲料水や生活用水として利用されており、現在も、下園上・下園下の2つの自治区で水道水として利用され続けているほか、2005年からは隣接する萩原自治区でも水道水として利用されている。
湧水のそばには妙見社が祀られており、湧水の名の由来にもなっている。この社は、1701年（元禄14年）8月に作成された山浦村の村絵図にも妙見様として示されており、古くから祀られていたことが分かっている。百数十年前にこの地区で大火が起きた際には、妙見様が屋根の上を横切り、その瞬間に火が消えたと伝えられていることから、火の神・水の神として敬われている。